# 滕普勒冰川
64°0′S 60°1′W / 64.000°S 60.017°W
滕普勒冰川是南極洲的冰川，位於葛拉漢地西岸，最終注入蘭徹斯特灣南部，該山脈根據英國測量隊的空中照片被繪入地圖，以法國海軍軍官費利克斯·迪唐普勒·德拉克魯瓦命名。